# Пахомов, Андрей Николаевич
Пахо́мов, Андре́й Нико́лаевич (17 августа 1970, Новая Ижора, пос. Шушары, РСФСР, СССР) — российский военно-морской лётчик, начальник морской авиации и противовоздушной обороны Главного командования Военно-Морского Флота(с 2020 г.). Бывший начальник отдела летной подготовки 859-го центра боевого применения и переучивания лётного состава Морской авиации ВМФ (г. Ейск) и главный летчик-инспектор морской авиации Военно-морского флота морской авиации ВМФ. Генерал-майор (2024).  

## Награды
- Орден «За военные заслуги»[4]
- «Заслу́женный военный лётчик Росси́йской Федерации»[5]
- Медаль «Участнику военной операции в Сирии»[источник не указан 77 дней]